# Campeonato de Fútbol Femenino de Primera División B 2016 (Argentina)
El Campeonato de Fútbol Femenino de Primera División B 2016 fue la primera temporada de la Primera División B, segunda categoría del fútbol femenino en Argentina. Estuvo organizado por la Asociación del Fútbol Argentino. Comenzó el 3 de abril de 2016 y finalizó el 1 de octubre de 2016.
El campeonato fue disputado por un total de 14 equipos, siete de ellos descendidos de la Primera División A 2015: Almagro, Defensores del Chaco, Excursionistas, Hebraica, Liniers, Luján y Villa San Carlos; y siete debutantes en los certámenes regulares: Atlanta, Bella Vista de Córdoba, Defensores Unidos, Deportivo Morón, El Porvenir, Fernando Cáceres y Leandro N. Alem.
El Club Atlético Villa San Carlos se consagró campeón en la penúltima jornada, consiguiendo regresar a la Primera División A seis meses después de su descenso. Los otros dos ascensos fueron para Club El Porvenir y Club Atlético Atlanta, como segundo y tercero del torneo, respectivamente.

## Conformación
| Posición | Descendidos de la Primera División A 2015 |
| -------- | ----------------------------------------- |
| 11.º     | Villa San Carlos                          |
| 12.º     | Luján                                     |
| 13.º     | Hebraica                                  |
| 14.º     | Excursionistas                            |
| 15.º     | Defensores del Chaco                      |
| 16.º     | Almagro                                   |
| 17.º     | Liniers                                   |

| Calidad     | Incorporados a la Primera División B 2016 |
| ----------- | ----------------------------------------- |
| Incorporado | Atlanta                                   |
| Incorporado | Defensores Unidos                         |
| Incorporado | Deportivo Morón                           |
| Incorporado | El Porvenir                               |
| Incorporado | Leandro N. Alem                           |

| Calidad  | Invitados a la Primera División B 2016 |
| -------- | -------------------------------------- |
| Invitado | Bella Vista (Córdoba)                  |
| Invitado | Fernando Cáceres                       |

## Sistema de disputa
Los 14 participantes se enfrentaron en dos ruedas por el sistema de todos contra todos, de acuerdo con el programa aprobado por la Asociación del Fútbol Argentino. El equipo que al final del campeonato sumó más puntos se consagró campeón y ascendió a la Primera División A junto con los equipo que finalizaron en segunda y tercera posición.

## Equipos participantes
| Equipo               | Ciudad            |
| -------------------- | ----------------- |
| Almagro              | Buenos Aires      |
| Atlanta              | Buenos Aires      |
| Bella Vista          | Córdoba           |
| Defensores del Chaco | Paso del Rey      |
| Defensores Unidos    | Zárate            |
| Deportivo Morón      | Morón             |
| El Porvenir          | Gerli             |
| Excursionistas       | Buenos Aires      |
| Fernando Cáceres     | Ciudad Evita      |
| Hebraica             | Pilar             |
| Leandro N. Alem      | General Rodríguez |
| Liniers              | San Justo         |
| Luján                | Luján             |
| Villa San Carlos     | Berisso           |

### Distribución geográfica de los equipos
| Región                                   | Cant. | Equipos                                                                                 |
| ---------------------------------------- | ----- | --------------------------------------------------------------------------------------- |
| Conurbano bonaerense                     | 6     | Almagro, Defensores del Chaco, Deportivo Morón, El Porvenir, Fernando Cáceres y Liniers |
| Interior de la provincia de Buenos Aires | 4     | Defensores Unidos, Hebraica, Leandro N. Alem y Luján                                    |
| Ciudad de Buenos Aires                   | 2     | Atlanta y Excursionistas                                                                |
| Ciudad de Córdoba                        | 1     | Bella Vista                                                                             |
| Gran La Plata                            | 1     | Villa San Carlos                                                                        |

## Tabla de posiciones final
| Pos. | Equipo                | Pts. | PJ | PG | PE | PP | GF | GC | Dif. |
| ---- | --------------------- | ---- | -- | -- | -- | -- | -- | -- | ---- |
| 01.º | Villa San Carlos      | 67   | 26 | 21 | 4  | 1  | 62 | 11 | 51   |
| 02.º | El Porvenir           | 57   | 26 | 18 | 3  | 5  | 77 | 23 | 54   |
| 03.º | Atlanta               | 56   | 26 | 17 | 5  | 4  | 42 | 17 | 25   |
| 04.º | Hebraica              | 54   | 26 | 17 | 3  | 6  | 48 | 28 | 20   |
| 05.º | Excursionistas        | 52   | 26 | 16 | 4  | 6  | 40 | 26 | 14   |
| 06.º | Luján                 | 45   | 26 | 13 | 6  | 7  | 37 | 30 | 7    |
| 07.º | Deportivo Morón       | 44   | 26 | 14 | 2  | 10 | 44 | 33 | 11   |
| 08.º | Liniers               | 36   | 26 | 11 | 3  | 12 | 29 | 53 | −24  |
| 09.º | Defensores Unidos     | 33   | 26 | 11 | 0  | 15 | 30 | 59 | −29  |
| 10.º | Almagro               | 23   | 26 | 7  | 2  | 17 | 27 | 37 | −10  |
| 11.º | Defensores del Chaco  | 22   | 26 | 7  | 1  | 18 | 24 | 69 | −45  |
| 12.º | Fernando Cáceres      | 21   | 26 | 6  | 3  | 17 | 15 | 53 | −38  |
| 13.º | Bella Vista (Córdoba) | 6    | 26 | 2  | 0  | 24 | 7  | 25 | −18  |
| 14.º | Leandro N. Alem       | 0    | 26 | 0  | 0  | 26 | 0  | 26 | −26  |

|  | Campeón. Ascendió a la Primera División A. |
|  | Ascendió a la Primera División A.          |

| 1. 2. 3. 4. |

### Evolución de las posiciones

#### Primera rueda
| Equipo / Fecha        | 1    | 2    | 3    | 4    | 5    | 6    | 7    | 8    | 9    | 10   | 11   | 12   | 13   |
| --------------------- | ---- | ---- | ---- | ---- | ---- | ---- | ---- | ---- | ---- | ---- | ---- | ---- | ---- |
| Almagro               | 11.º | 11.º | 12.º | 14.º | 14.º | 08.º | 05.º | 07.º | 09.º | 08.º | 08.º | 08.º | 07.º |
| Atlanta               | 02.º | 04.º | 04.º | 03.º | 04.º | 03.º | 04.º | 03.º | 03.º | 03.º | 03.º | 04.º | 04.º |
| Bella Vista (Córdoba) | 02.º | 02.º | 02.º | 02.º | 02.º | 13.º | 13.º | 13.º | 13.º | 13.º | 13.º | 13.º | 13.º |
| Defensores del Chaco  | 05.º | 06.º | 08.º | 04.º | 08.º | 11.º | 11.º | 12.º | 12.º | 12.º | 12.º | 12.º | 11.º |
| Defensores Unidos     | 07.º | 03.º | 03.º | 06.º | 06.º | 04.º | 07.º | 10.º | 10.º | 10.º | 10.º | 10.º | 10.º |
| Deportivo Morón       | 02.º | 04.º | 04.º | 08.º | 09.º | 05.º | 06.º | 09.º | 07.º | 05.º | 06.º | 06.º | 08.º |
| El Porvenir           | 01.º | 01.º | 01.º | 01.º | 01.º | 01.º | 01.º | 02.º | 01.º | 01.º | 02.º | 02.º | 02.º |
| Excursionistas        | 11.º | 12.º | 06.º | 07.º | 05.º | 07.º | 09.º | 06.º | 08.º | 09.º | 07.º | 07.º | 06.º |
| Fernando Cáceres      | 07.º | 08.º | 09.º | 12.º | 12.º | 10.º | 12.º | 11.º | 11.º | 11.º | 11.º | 11.º | 12.º |
| Hebraica              | 14.º | 14.º | 14.º | 10.º | 10.º | 12.º | 10.º | 08.º | 06.º | 04.º | 04.º | 03.º | 03.º |
| Leandro N. Alem       | 07.º | 08.º | 09.º | 12.º | 13.º | 14.º | 14.º | 14.º | 14.º | 14.º | 14.º | 14.º | 14.º |
| Liniers               | 11.º | 13.º | 13.º | 09.º | 07.º | 06.º | 03.º | 04.º | 05.º | 07.º | 09.º | 09.º | 09.º |
| Luján                 | 05.º | 06.º | 07.º | 11.º | 11.º | 09.º | 08.º | 05.º | 04.º | 06.º | 05.º | 05.º | 05.º |
| Villa San Carlos      | 07.º | 08.º | 09.º | 05.º | 03.º | 02.º | 02.º | 01.º | 02.º | 02.º | 01.º | 01.º | 01.º |

| 1. 2. 3. 4. 5. 6. 7. 8. 9. 10. 11. 12. 13. 14. 15. 16. 17. 18. 19. 20. 21. 22. 23. 24. 25. 26. 27. 28. 29. 30. 31. |

#### Segunda rueda
| Equipo / Fecha        | 15   | 14   | 16   | 17   | 18   | 19   | 20   | 21   | 22   | 23   | 24   | 25   | 26   |
| --------------------- | ---- | ---- | ---- | ---- | ---- | ---- | ---- | ---- | ---- | ---- | ---- | ---- | ---- |
| Almagro               | 08.º | 08.º | 08.º | 08.º | 08.º | 08.º | 10.º | 10.º | 11.º | 11.º | 11.º | 10.º | 10.º |
| Atlanta               | 04.º | 03.º | 03.º | 03.º | 04.º | 04.º | 04.º | 03.º | 04.º | 03.º | 03.º | 03.º | 03.º |
| Bella Vista (Córdoba) | 13.º | 13.º | 13.º | 13.º | 13.º | 13.º | 13.º | 13.º | 13.º | 13.º | 13.º | 13.º | 13.º |
| Defensores del Chaco  | 11.º | 11.º | 11.º | 11.º | 11.º | 11.º | 11.º | 11.º | 12.º | 12.º | 12.º | 11.º | 11.º |
| Defensores Unidos     | 10.º | 10.º | 10.º | 10.º | 10.º | 10.º | 09.º | 09.º | 09.º | 09.º | 09.º | 08.º | 09.º |
| Deportivo Morón       | 07.º | 06.º | 04.º | 06.º | 06.º | 06.º | 06.º | 06.º | 06.º | 06.º | 07.º | 07.º | 07.º |
| El Porvenir           | 02.º | 02.º | 01.º | 01.º | 02.º | 02.º | 02.º | 02.º | 02.º | 02.º | 02.º | 02.º | 02.º |
| Excursionistas        | 06.º | 07.º | 07.º | 07.º | 07.º | 05.º | 05.º | 05.º | 07.º | 07.º | 06.º | 05.º | 05.º |
| Fernando Cáceres      | 12.º | 12.º | 12.º | 12.º | 12.º | 12.º | 12.º | 12.º | 10.º | 10.º | 10.º | 12.º | 12.º |
| Hebraica              | 03.º | 05.º | 06.º | 04.º | 03.º | 03.º | 03.º | 04.º | 03.º | 04.º | 04.º | 04.º | 04.º |
| Leandro N. Alem       | 14.º | 14.º | 14.º | 14.º | 14.º | 14.º | 14.º | 14.º | 14.º | 14.º | 14.º | 14.º | 14.º |
| Liniers               | 09.º | 09.º | 09.º | 09.º | 09.º | 09.º | 08.º | 08.º | 08.º | 08.º | 08.º | 09.º | 08.º |
| Luján                 | 05.º | 04.º | 05.º | 05.º | 05.º | 07.º | 07.º | 07.º | 05.º | 05.º | 05.º | 06.º | 06.º |
| Villa San Carlos      | 01.º | 01.º | 02.º | 02.º | 01.º | 01.º | 01.º | 01.º | 01.º | 01.º | 01.º | 01.º | 01.º |

| 1. 2. 3. 4. 5. 6. 7. 8. 9. 10. 11. 12. 13. 14. 15. 16. 17. 18. 19. 20. 21. 22. 23. 24. 25. 26. 27. 28. 29. 30. |

## Resultados

### Primera rueda
| Fecha 1          | Fecha 1   | Fecha 1               | Fecha 1                     | Fecha 1    | Fecha 1    |
| Local            | Resultado | Visitante             | Estadio                     | Fecha      | Hora       |
| ---------------- | --------- | --------------------- | --------------------------- | ---------- | ---------- |
| Luján            | 1 - 1     | Defensores del Chaco  | Predio San Emilio           | 2 de abril | 13:00      |
| Atlanta          | 2 - 1     | Almagro               | Predio Antonio Carbone      | 2 de abril | 15:00      |
| Liniers          | 1 - 2     | Deportivo Morón       | Auxiliar                    | 2 de abril | 16:00      |
| Hebraica         | 2 - 4     | El Porvenir           | Sociedad Hebraica Argentina | 2 de abril | 16:00      |
| Excursionistas   | 1 - 2     | Bella Vista (Córdoba) | Coliseo del Bajo Belgrano   | 3 de abril | 11:00      |
| Fernando Cáceres | 0 - 0     | Villa San Carlos      | Predio Héroes 2009          | 3 de abril | 15:00      |
| Leandro N. Alem  | 0 - 1     | Defensores Unidos     | No se jugó                  | No se jugó | No se jugó |

| Fecha 2               | Fecha 2   | Fecha 2              | Fecha 2                         | Fecha 2     | Fecha 2    |
| Local                 | Resultado | Visitante            | Estadio                         | Fecha       | Hora       |
| --------------------- | --------- | -------------------- | ------------------------------- | ----------- | ---------- |
| El Porvenir           | 4 - 0     | Liniers              | Gildo Ghersinich                | 10 de abril | 11:00      |
| Bella Vista (Córdoba) | 5 - 0     | Hebraica             | Héroes de Malvinas              | 10 de abril |            |
| Villa San Carlos      | 3 - 1     | Atlanta              | UPCN de La Plata                | 10 de abril | 15:00      |
| Fernando Cáceres      | 1 - 3     | Luján                | Predio Héroes 2009              | 10 de abril | 15:30      |
| Deportivo Morón       | 0 - 1     | Defensores del Chaco | Predio Raúl Florentino Di Carlo | 10 de abril | 15:30      |
| Defensores Unidos     | 4 - 3     | Excursionistas       | Auxiliar                        | 10 de abril | 16:00      |
| Almagro               | 1 - 0     | Leandro N. Alem      | No se jugó                      | No se jugó  | No se jugó |

| Fecha 3              | Fecha 3   | Fecha 3               | Fecha 3                            | Fecha 3     | Fecha 3    |
| Local                | Resultado | Visitante             | Estadio                            | Fecha       | Hora       |
| -------------------- | --------- | --------------------- | ---------------------------------- | ----------- | ---------- |
| Luján                | 3 - 1     | Deportivo Morón       | Predio San Emilio                  | 16 de abril | 15:00      |
| Liniers              | 1 - 0     | Bella Vista (Córdoba) | Juan Antonio Arias                 | 16 de abril | 15:30      |
| Hebraica             | 3 - 2     | Defensores Unidos     | Sociedad Hebraica Argentina        | 16 de abril | 16:00      |
| Atlanta              | 1 - 0     | Fernando Cáceres      | Predio Antonio Carbone             | 17 de abril | 15:00      |
| Defensores del Chaco | 0 - 3     | El Porvenir           | Club Atlético Defensores del Chaco | 17 de abril | 15:30      |
| Excursionistas       | 3 - 2     | Almagro               | Coliseo del Bajo Belgrano          | 17 de abril | 20:30      |
| Leandro N. Alem      | 0 - 1     | Villa San Carlos      | No se jugó                         | No se jugó  | No se jugó |

| Fecha 4               | Fecha 4   | Fecha 4              | Fecha 4                             | Fecha 4     | Fecha 4    |
| Local                 | Resultado | Visitante            | Estadio                             | Fecha       | Hora       |
| --------------------- | --------- | -------------------- | ----------------------------------- | ----------- | ---------- |
| Villa San Carlos      | 1 - 0     | Excursionistas       | Club Dep. y Bibl. Popular Romerense | 23 de abril | 14:00      |
| Bella Vista (Córdoba) | 0 - 1     | Defensores del Chaco | Ingeniero Gabriel Wamba             | 24 de abril | 10:00      |
| Atlanta               | 1 - 0     | Luján                | Predio Antonio Carbone              | 24 de abril | 15:30      |
| Almagro               | 2 - 3     | Hebraica             | Colegio La Salle                    | 24 de abril | 15:30      |
| Defensores Unidos     | 0 - 1     | Liniers              | Auxiliar                            | 24 de abril | 15:30      |
| El Porvenir           | 4 - 1     | Deportivo Morón      | Gildo Ghersinich                    | 27 de abril | 15:30      |
| Fernando Cáceres      | 1 - 0     | Leandro N. Alem      | No se jugó                          | No se jugó  | No se jugó |

| Fecha 5              | Fecha 5   | Fecha 5               | Fecha 5                                 | Fecha 5     | Fecha 5    |
| Local                | Resultado | Visitante             | Estadio                                 | Fecha       | Hora       |
| -------------------- | --------- | --------------------- | --------------------------------------- | ----------- | ---------- |
| Excursionistas       | 3 - 0     | Fernando Cáceres      | Coliseo del Bajo Belgrano               | 30 de abril | 11:00      |
| Defensores del Chaco | 1 - 2     | Defensores Unidos     | Club Atlético Defensores del Chaco      | 30 de abril | 12:00      |
| Deportivo Morón      | 1 - 0     | Bella Vista (Córdoba) | Predio Raúl Florentino Di Carlo         | 30 de abril | 15:00      |
| Luján                | 2 - 2     | El Porvenir           | Predio San Emilio                       | 30 de abril | 15:30      |
| Liniers              | 4 - 1     | Almagro               | Juan Antonio Arias                      | 30 de abril | 15:30      |
| Hebraica             | 0 - 2     | Villa San Carlos      | Auxiliar Nº 3 del Club Atlético Huracán | 30 de abril | 15:30      |
| Leandro N. Alem      | 0 - 1     | Atlanta               | No se jugó                              | No se jugó  | No se jugó |

| Fecha 6               | Fecha 6   | Fecha 6              | Fecha 6                | Fecha 6    | Fecha 6    |
| Local                 | Resultado | Visitante            | Estadio                | Fecha      | Hora       |
| --------------------- | --------- | -------------------- | ---------------------- | ---------- | ---------- |
| Defensores Unidos     | 0 - 1     | Deportivo Morón      | Auxiliar               | 8 de mayo  | 11:00      |
| Villa San Carlos      | 5 - 1     | Liniers              | UPCN de La Plata       | 8 de mayo  | 15:00      |
| Atlanta               | 0 - 0     | Excursionistas       | Predio Antonio Carbone | 8 de mayo  | 15:30      |
| Fernando Cáceres      | 1 - 1     | Hebraica             | Predio Héroes 2009     | 8 de mayo  | 15:30      |
| Almagro               | 2 - 0     | Defensores del Chaco | Colegio La Salle       | 8 de mayo  | 15:30      |
| Leandro N. Alem       | 0 - 1     | Luján                | No se jugó             | No se jugó | No se jugó |
| Bella Vista (Córdoba) | 0 - 1     | El Porvenir          | No se jugó             | No se jugó | No se jugó |

| Fecha 7              | Fecha 7   | Fecha 7               | Fecha 7                            | Fecha 7    | Fecha 7    |
| Local                | Resultado | Visitante             | Estadio                            | Fecha      | Hora       |
| -------------------- | --------- | --------------------- | ---------------------------------- | ---------- | ---------- |
| Deportivo Morón      | 1 - 3     | Almagro               | Predio Raúl Florentino Di Carlo    | 14 de mayo | 15:00      |
| El Porvenir          | 14 - 0    | Defensores Unidos     | Gildo Ghersinich                   | 14 de mayo | 15:30      |
| Liniers              | 3 - 0     | Fernando Cáceres      | Juan Antonio Arias                 | 14 de mayo | 15:30      |
| Hebraica             | 3 - 2     | Atlanta               | Sociedad Hebraica Argentina        | 14 de mayo | 16:00      |
| Defensores del Chaco | 1 - 6     | Villa San Carlos      | Club Atlético Defensores del Chaco | 15 de mayo | 15:30      |
| Excursionistas       | 1 - 0     | Leandro N. Alem       | No se jugó                         | No se jugó | No se jugó |
| Luján                | 1 - 0     | Bella Vista (Córdoba) | No se jugó                         | No se jugó | No se jugó |

| Fecha 8           | Fecha 8   | Fecha 8               | Fecha 8                   | Fecha 8    | Fecha 8    |
| Local             | Resultado | Visitante             | Estadio                   | Fecha      | Hora       |
| ----------------- | --------- | --------------------- | ------------------------- | ---------- | ---------- |
| Excursionistas    | 2 - 1     | Luján                 | Coliseo del Bajo Belgrano | 21 de mayo | 15:00      |
| Almagro           | 1 - 1     | El Porvenir           | Colegio La Salle          | 22 de mayo | 10:00      |
| Villa San Carlos  | 3 - 1     | Deportivo Morón       | UPCN de La Plata          | 22 de mayo | 15:00      |
| Atlanta           | 0 - 0     | Liniers               | Predio Antonio Carbone    | 22 de mayo | 15:30      |
| Fernando Cáceres  | 5 - 3     | Defensores del Chaco  | Predio Héroes 2009        | 22 de mayo | 15:30      |
| Leandro N. Alem   | 0 - 1     | Hebraica              | No se jugó                | No se jugó | No se jugó |
| Defensores Unidos | 1 - 0     | Bella Vista (Córdoba) | No se jugó                | No se jugó | No se jugó |

| Fecha 9               | Fecha 9   | Fecha 9           | Fecha 9                            | Fecha 9    | Fecha 9    |
| Local                 | Resultado | Visitante         | Estadio                            | Fecha      | Hora       |
| --------------------- | --------- | ----------------- | ---------------------------------- | ---------- | ---------- |
| Luján                 | 3 - 2     | Defensores Unidos | Predio San Emilio                  | 28 de mayo | 13:00      |
| El Porvenir           | 2 - 1     | Villa San Carlos  | Gildo Ghersinich                   | 28 de mayo | 15:30      |
| Hebraica              | 1 - 0     | Excursionistas    | Sociedad Hebraica Argentina        | 28 de mayo | 16:00      |
| Deportivo Morón       | 4 - 0     | Fernando Cáceres  | Predio Raúl Florentino Di Carlo    | 29 de mayo | 15:00      |
| Defensores del Chaco  | 0 - 6     | Atlanta           | Club Atlético Defensores del Chaco | 29 de mayo | 15:30      |
| Liniers               | 1 - 0     | Leandro N. Alem   | No se jugó                         | No se jugó | No se jugó |
| Bella Vista (Córdoba) | 0 - 1     | Almagro           | No se jugó                         | No se jugó | No se jugó |

| Fecha 10         | Fecha 10  | Fecha 10              | Fecha 10                    | Fecha 10   | Fecha 10   |
| Local            | Resultado | Visitante             | Estadio                     | Fecha      | Hora       |
| ---------------- | --------- | --------------------- | --------------------------- | ---------- | ---------- |
| Hebraica         | 3 - 0     | Luján                 | Sociedad Hebraica Argentina | 4 de junio | 18:00      |
| Excursionistas   | 1 - 1     | Liniers               | Coliseo del Bajo Belgrano   | 5 de junio | 10:00      |
| Atlanta          | 2 - 4     | Deportivo Morón       | Predio Antonio Carbone      | 5 de junio | 15:30      |
| Almagro          | 4 - 2     | Defensores Unidos     | Colegio La Salle            | 5 de junio | 15:30      |
| Fernando Cáceres | 0 - 8     | El Porvenir           | Predio Héroes 2009          | 5 de junio | 15:30      |
| Leandro N. Alem  | 0 - 1     | Defensores del Chaco  | No se jugó                  | No se jugó | No se jugó |
| Villa San Carlos | 1 - 0     | Bella Vista (Córdoba) | No se jugó                  | No se jugó | No se jugó |

| Fecha 11              | Fecha 11  | Fecha 11         | Fecha 11                           | Fecha 11    | Fecha 11   |
| Local                 | Resultado | Visitante        | Estadio                            | Fecha       | Hora       |
| --------------------- | --------- | ---------------- | ---------------------------------- | ----------- | ---------- |
| El Porvenir           | 1 - 2     | Atlanta          | Gildo Ghersinich                   | 11 de junio | 14:00      |
| Luján                 | 2 - 2     | Almagro          | Predio San Emilio                  | 12 de junio | 15:30      |
| Defensores Unidos     | 0 - 2     | Villa San Carlos | Auxiliar                           | 12 de junio | 15:30      |
| Defensores del Chaco  | 1 - 4     | Excursionistas   | Club Atlético Defensores del Chaco | 12 de junio | 15:30      |
| Liniers               | 0 - 2     | Hebraica         | Auxiliar                           | 12 de junio | 15:30      |
| Deportivo Morón       | 1 - 0     | Leandro N. Alem  | No se jugó                         | No se jugó  | No se jugó |
| Bella Vista (Córdoba) | 0 - 1     | Fernando Cáceres | No se jugó                         | No se jugó  | No se jugó |

| Fecha 12         | Fecha 12  | Fecha 12              | Fecha 12                    | Fecha 12    | Fecha 12   |
| Local            | Resultado | Visitante             | Estadio                     | Fecha       | Hora       |
| ---------------- | --------- | --------------------- | --------------------------- | ----------- | ---------- |
| Excursionistas   | 0 - 0     | Deportivo Morón       | Coliseo del Bajo Belgrano   | 18 de junio | 11:00      |
| Villa San Carlos | 4 - 0     | Almagro               | UPCN de La Plata            | 18 de junio | 15:30      |
| Liniers          | 2 - 3     | Luján                 | Juan Antonio Arias          | 18 de junio | 15:30      |
| Hebraica         | 3 - 0     | Defensores del Chaco  | Sociedad Hebraica Argentina | 18 de junio | 16:00      |
| Fernando Cáceres | 0 - 3     | Defensores Unidos     | Predio Héroes 2009          | 20 de junio | 15:00      |
| Leandro N. Alem  | 0 - 1     | El Porvenir           | No se jugó                  | No se jugó  | No se jugó |
| Atlanta          | 1 - 0     | Bella Vista (Córdoba) | No se jugó                  | No se jugó  | No se jugó |

| Fecha 13              | Fecha 13      | Fecha 13         | Fecha 13                                   | Fecha 13    | Fecha 13   |
| Local                 | Resultado     | Visitante        | Estadio                                    | Fecha       | Hora       |
| --------------------- | ------------- | ---------------- | ------------------------------------------ | ----------- | ---------- |
| El Porvenir           | 0 - 1         | Excursionistas   | Gildo Ghersinich                           | 25 de junio | 15:00      |
| Defensores Unidos     | 0 - 3         | Atlanta          | Auxiliar                                   | 25 de junio | 15:30      |
| Luján                 | 1 - 1         | Villa San Carlos | Predio San Emilio                          | 26 de junio | 15:30      |
| Almagro               | 4 - 0         | Fernando Cáceres | Auxiliar de A. S. D. Justo José de Urquiza | 26 de junio | 15:30      |
| Deportivo Morón       | 0 - 1         | Hebraica         | Predio Raúl Florentino Di Carlo            | 26 de junio | 15:30      |
| Defensores del Chaco  | 5 - 3         | Liniers          | Club Atlético Defensores del Chaco         | 26 de junio | 15:30      |
| Bella Vista (Córdoba) | 0 - 1 / 1 - 0 | Leandro N. Alem  | No se jugó                                 | No se jugó  | No se jugó |

| 1. 2. 3. 4. 5. 6. 7. 8. 9. 10. 11. 12. 13. 14. 15. 16. 17. 18. 19. 20. 21. 22. 23. 24. |

### Segunda rueda
| Fecha 14              | Fecha 14  | Fecha 14         | Fecha 14                           | Fecha 14    | Fecha 14   |
| Local                 | Resultado | Visitante        | Estadio                            | Fecha       | Hora       |
| --------------------- | --------- | ---------------- | ---------------------------------- | ----------- | ---------- |
| Deportivo Morón       | 5 - 0     | Liniers          | Predio Raúl Florentino Di Carlo    | 13 de julio | 15:30      |
| Almagro               | 1 - 2     | Atlanta          | Colegio La Salle                   | 13 de julio | 15:30      |
| Defensores del Chaco  | 0 - 3     | Luján            | Club Atlético Defensores del Chaco | 13 de julio | 15:30      |
| El Porvenir           | 3 - 2     | Hebraica         | Gildo Ghersinich                   | 13 de julio | 15:30      |
| Villa San Carlos      | 1 - 0     | Fernando Cáceres | UPCN de La Plata                   | 13 de julio | 15:30      |
| Defensores Unidos     | 1 - 0     | Leandro N. Alem  | No se jugó                         | No se jugó  | No se jugó |
| Bella Vista (Córdoba) | 0 - 1     | Excursionistas   | No se jugó                         | No se jugó  | No se jugó |

| Fecha 15             | Fecha 15  | Fecha 15              | Fecha 15                           | Fecha 15    | Fecha 15   |
| Local                | Resultado | Visitante             | Estadio                            | Fecha       | Hora       |
| -------------------- | --------- | --------------------- | ---------------------------------- | ----------- | ---------- |
| Excursionistas       | 5 - 0     | Defensores Unidos     | Coliseo del Bajo Belgrano          | 10 de julio | 11:00      |
| Luján                | 3 - 0     | Fernando Cáceres      | Predio San Emilio                  | 10 de julio | 15:30      |
| Atlanta              | 0 - 0     | Villa San Carlos      | Predio Antonio Carbone             | 10 de julio | 15:30      |
| Liniers              | 0 - 5     | El Porvenir           | Juan Antonio Arias                 | 10 de julio | 15:30      |
| Defensores del Chaco | 0 - 7     | Deportivo Morón       | Club Atlético Defensores del Chaco | 10 de julio | 15:30      |
| Leandro N. Alem      | 0 - 1     | Almagro               | No se jugó                         | No se jugó  | No se jugó |
| Hebraica             | 1 - 0     | Bella Vista (Córdoba) | No se jugó                         | No se jugó  | No se jugó |

| Fecha 16              | Fecha 16  | Fecha 16             | Fecha 16                        | Fecha 16    | Fecha 16   |
| Local                 | Resultado | Visitante            | Estadio                         | Fecha       | Hora       |
| --------------------- | --------- | -------------------- | ------------------------------- | ----------- | ---------- |
| Deportivo Morón       | 1 - 0     | Luján                | Predio Raúl Florentino Di Carlo | 16 de julio | 13:00      |
| El Porvenir           | 4 - 1     | Defensores del Chaco | Gildo Ghersinich                | 16 de julio | 15:30      |
| Almagro               | 0 - 1     | Excursionistas       | Colegio La Salle                | 17 de julio | 10:00      |
| Defensores Unidos     | 0 - 1     | Hebraica             | Luis Vallejos                   | 17 de julio | 13:00      |
| Fernando Cáceres      | 0 - 1     | Atlanta              | Predio Héroes 2009              | 17 de julio | 15:30      |
| Villa San Carlos      | 1 - 0     | Leandro N. Alem      | No se jugó                      | No se jugó  | No se jugó |
| Bella Vista (Córdoba) | 0 - 1     | Liniers              | No se jugó                      | No se jugó  | No se jugó |

| Fecha 17             | Fecha 17  | Fecha 17              | Fecha 17                        | Fecha 17    | Fecha 17   |
| Local                | Resultado | Visitante             | Estadio                         | Fecha       | Hora       |
| -------------------- | --------- | --------------------- | ------------------------------- | ----------- | ---------- |
| Deportivo Morón      | 2 - 3     | El Porvenir           | Predio Raúl Florentino Di Carlo | 23 de julio | 13:00      |
| Hebraica             | 2 - 0     | Almagro               | Sociedad Hebraica Argentina     | 23 de julio | 16:00      |
| Excursionistas       | 1 - 5     | Villa San Carlos      | Coliseo del Bajo Belgrano       | 24 de julio | 11:00      |
| Luján                | 0 - 0     | Atlanta               | Predio San Emilio               | 24 de julio | 15:30      |
| Liniers              | 2 - 1     | Defensores Unidos     | Juan Antonio Arias              | 24 de julio | 15:30      |
| Leandro N. Alem      | 0 - 1     | Fernando Cáceres      | No se jugó                      | No se jugó  | No se jugó |
| Defensores del Chaco | 1 - 0     | Bella Vista (Córdoba) | No se jugó                      | No se jugó  | No se jugó |

| Fecha 18              | Fecha 18  | Fecha 18             | Fecha 18           | Fecha 18    | Fecha 18   |
| Local                 | Resultado | Visitante            | Estadio            | Fecha       | Hora       |
| --------------------- | --------- | -------------------- | ------------------ | ----------- | ---------- |
| Defensores Unidos     | 2 - 0     | Defensores del Chaco | Luis Vallejos      | 30 de julio | 15:30      |
| Villa San Carlos      | 0 - 0     | Hebraica             | UPCN de La Plata   | 30 de julio | 15:30      |
| El Porvenir           | 4 - 1     | Luján                | Gildo Ghersinich   | 31 de julio | 15:30      |
| Almagro               | 0 - 1     | Liniers              | Colegio La Salle   | 31 de julio | 15:30      |
| Fernando Cáceres      | 0 - 1     | Excursionistas       | Predio Héroes 2009 | 4 de agosto |            |
| Atlanta               | 1 - 0     | Leandro N. Alem      | No se jugó         | No se jugó  | No se jugó |
| Bella Vista (Córdoba) | 0 - 1     | Deportivo Morón      | No se jugó         | No se jugó  | No se jugó |

| Fecha 19             | Fecha 19  | Fecha 19              | Fecha 19                           | Fecha 19    | Fecha 19   |
| Local                | Resultado | Visitante             | Estadio                            | Fecha       | Hora       |
| -------------------- | --------- | --------------------- | ---------------------------------- | ----------- | ---------- |
| Deportivo Morón      | 5 - 2     | Defensores Unidos     | Predio Raúl Florentino Di Carlo    | 6 de agosto | 13:00      |
| Liniers              | 0 - 5     | Villa San Carlos      | Juan Antonio Arias                 | 6 de agosto | 15:30      |
| Excursionistas       | 2 - 1     | Atlanta               | Coliseo del Bajo Belgrano          | 7 de agosto | 11:00      |
| Hebraica             | 1 - 0     | Fernando Cáceres      | Sociedad Hebraica Argentina        | 7 de agosto | 15:00      |
| Defensores del Chaco | 2 - 1     | Almagro               | Club Atlético Defensores del Chaco | 7 de agosto | 15:30      |
| Luján                | 1 - 0     | Leandro N. Alem       | No se jugó                         | No se jugó  | No se jugó |
| El Porvenir          | 1 - 0     | Bella Vista (Córdoba) | No se jugó                         | No se jugó  | No se jugó |

| Fecha 20              | Fecha 20  | Fecha 20             | Fecha 20               | Fecha 20     | Fecha 20   |
| Local                 | Resultado | Visitante            | Estadio                | Fecha        | Hora       |
| --------------------- | --------- | -------------------- | ---------------------- | ------------ | ---------- |
| Villa San Carlos      | 3 - 0     | Defensores del Chaco | UPCN de La Plata       | 14 de agosto | 11:00      |
| Defensores Unidos     | 1 - 0     | El Porvenir          | Luis Vallejos          | 14 de agosto | 13:30      |
| Atlanta               | 2 - 0     | Hebraica             | Predio Antonio Carbone | 14 de agosto | 15:00      |
| Fernando Cáceres      | 2 - 2     | Liniers              | Predio Héroes 2009     | 14 de agosto | 15:30      |
| Almagro               | 0 - 1     | Deportivo Morón      | Colegio La Salle       | 14 de agosto | 15:30      |
| Leandro N. Alem       | 0 - 1     | Excursionistas       | No se jugó             | No se jugó   | No se jugó |
| Bella Vista (Córdoba) | 0 - 1     | Luján                | No se jugó             | No se jugó   | No se jugó |

| Fecha 21              | Fecha 21  | Fecha 21          | Fecha 21                           | Fecha 21     | Fecha 21   |
| Local                 | Resultado | Visitante         | Estadio                            | Fecha        | Hora       |
| --------------------- | --------- | ----------------- | ---------------------------------- | ------------ | ---------- |
| Deportivo Morón       | 2 - 6     | Villa San Carlos  | Predio Raúl Florentino Di Carlo    | 20 de agosto | 15:00      |
| Liniers               | 0 - 3     | Atlanta           | Juan Antonio Arias                 | 20 de agosto | 15:30      |
| Defensores del Chaco  | 1 - 2     | Fernando Cáceres  | Club Atlético Defensores del Chaco | 20 de agosto | 15:30      |
| Luján                 | 1 - 1     | Excursionistas    | Predio San Emilio                  | 21 de agosto | 15:30      |
| Hebraica              | 1 - 0     | Leandro N. Alem   | No se jugó                         | No se jugó   | No se jugó |
| El Porvenir           | 1 - 0     | Almagro           | No se jugó                         | No se jugó   | No se jugó |
| Bella Vista (Córdoba) | 0 - 1     | Defensores Unidos | No se jugó                         | No se jugó   | No se jugó |

| Fecha 22          | Fecha 22      | Fecha 22              | Fecha 22                  | Fecha 22     | Fecha 22   |
| Local             | Resultado     | Visitante             | Estadio                   | Fecha        | Hora       |
| ----------------- | ------------- | --------------------- | ------------------------- | ------------ | ---------- |
| Villa San Carlos  | 2 - 1         | El Porvenir           | UPCN de La Plata          | 27 de agosto | 11:00      |
| Atlanta           | 2 - 0         | Defensores del Chaco  | Predio Antonio Carbone    | 27 de agosto | 15:00      |
| Defensores Unidos | 1 - 2         | Luján                 | Auxiliar                  | 27 de agosto | 15:30      |
| Excursionistas    | 0 - 4         | Hebraica              | Coliseo del Bajo Belgrano | 28 de agosto | 11:00      |
| Fernando Cáceres  | 0 - 1         | Deportivo Morón       | Predio Héroes 2009        | 28 de agosto | 15:30      |
| Leandro N. Alem   | 0 - 1         | Liniers               | No se jugó                | No se jugó   | No se jugó |
| Almagro           | 0 - 1 / 1 - 0 | Bella Vista (Córdoba) | No se jugó                | No se jugó   | No se jugó |

| Fecha 23              | Fecha 23  | Fecha 23         | Fecha 23                        | Fecha 23        | Fecha 23   |
| Local                 | Resultado | Visitante        | Estadio                         | Fecha           | Hora       |
| --------------------- | --------- | ---------------- | ------------------------------- | --------------- | ---------- |
| Deportivo Morón       | 0 - 2     | Atlanta          | Predio Raúl Florentino Di Carlo | 4 de septiembre | 15:00      |
| Luján                 | 3 - 1     | Hebraica         | Predio San Emilio               | 4 de septiembre | 15:30      |
| El Porvenir           | 7 - 0     | Fernando Cáceres | Gildo Ghersinich                | 4 de septiembre | 15:30      |
| Liniers               | 0 - 1     | Excursionistas   | Juan Antonio Arias              | 4 de septiembre | 15:30      |
| Defensores del Chaco  | 1 - 0     | Leandro N. Alem  | No se jugó                      | No se jugó      | No se jugó |
| Defensores Unidos     | 1 - 0     | Almagro          | No se jugó                      | No se jugó      | No se jugó |
| Bella Vista (Córdoba) | 0 - 1     | Villa San Carlos | No se jugó                      | No se jugó      | No se jugó |

| Fecha 24         | Fecha 24  | Fecha 24              | Fecha 24                    | Fecha 24         | Fecha 24   |
| Local            | Resultado | Visitante             | Estadio                     | Fecha            | Hora       |
| ---------------- | --------- | --------------------- | --------------------------- | ---------------- | ---------- |
| Atlanta          | 0 - 0     | El Porvenir           | Predio Antonio Carbone      | 10 de septiembre | 15:30      |
| Hebraica         | 6 - 0     | Liniers               | Sociedad Hebraica Argentina | 10 de septiembre | 16:00      |
| Excursionistas   | 2 - 0     | Defensores del Chaco  | Coliseo del Bajo Belgrano   | 11 de septiembre | 11:00      |
| Villa San Carlos | 4 - 0     | Defensores Unidos     | UPCN de La Plata            | 11 de septiembre | 15:30      |
| Leandro N. Alem  | 0 - 1     | Deportivo Morón       | No se jugó                  | No se jugó       | No se jugó |
| Almagro          | 0 - 1     | Luján                 | No se jugó                  | No se jugó       | No se jugó |
| Fernando Cáceres | 1 - 0     | Bella Vista (Córdoba) | No se jugó                  | No se jugó       | No se jugó |

| Fecha 25              | Fecha 25  | Fecha 25         | Fecha 25                           | Fecha 25         | Fecha 25   |
| Local                 | Resultado | Visitante        | Estadio                            | Fecha            | Hora       |
| --------------------- | --------- | ---------------- | ---------------------------------- | ---------------- | ---------- |
| Deportivo Morón       | 0 - 1     | Excursionistas   | Predio Raúl Florentino Di Carlo    | 17 de septiembre | 15:00      |
| Defensores Unidos     | 1 - 0     | Fernando Cáceres | Auxiliar                           | 17 de septiembre | 15:00      |
| Luján                 | 0 - 1     | Liniers          | Predio San Emilio                  | 17 de septiembre | 15:30      |
| Defensores del Chaco  | 1 - 5     | Hebraica         | Club Atlético Defensores del Chaco | 18 de septiembre | 15:30      |
| El Porvenir           | 1 - 0     | Leandro N. Alem  | No se jugó                         | No se jugó       | No se jugó |
| Almagro               | 0 - 1     | Villa San Carlos | No se jugó                         | No se jugó       | No se jugó |
| Bella Vista (Córdoba) | 0 - 1     | Atlanta          | No se jugó                         | No se jugó       | No se jugó |

| Fecha 26         | Fecha 26      | Fecha 26              | Fecha 26                    | Fecha 26         | Fecha 26   |
| Local            | Resultado     | Visitante             | Estadio                     | Fecha            | Hora       |
| ---------------- | ------------- | --------------------- | --------------------------- | ---------------- | ---------- |
| Liniers          | 3 - 2         | Defensores del Chaco  | Auxiliar                    | 24 de septiembre | 15:30      |
| Villa San Carlos | 3 - 0         | Luján                 | UPCN de La Plata            | 25 de septiembre | 15:30      |
| Excursionistas   | 4 - 2         | El Porvenir           | Coliseo del Bajo Belgrano   | 25 de septiembre | 15:30      |
| Atlanta          | 5 - 2         | Defensores Unidos     | Predio Antonio Carbone      | 25 de septiembre | 15:30      |
| Hebraica         | 1 - 1         | Deportivo Morón       | Sociedad Hebraica Argentina | 25 de septiembre | 15:30      |
| Fernando Cáceres | 0 - 1 / 1 - 0 | Almagro               | No se jugó                  | No se jugó       | No se jugó |
| Leandro N. Alem  | 0 - 1 / 1 - 0 | Bella Vista (Córdoba) | No se jugó                  | No se jugó       | No se jugó |

| 1. 2. 3. 4. 5. 6. 7. 8. 9. 10. 11. 12. 13. 14. 15. 16. 17. 18. 19. 20. 21. 22. 23. 24. 25. 26. 27. 28. |